# David Garrison
David Garrison, född 30 juni 1952 i Long Branch, New Jersey, är en amerikansk skådespelare. Han är mest känd som grannen Steve Rhoades i tv-serien Våra värsta år mellan 1987 och 1997.